# Episodi di Ultime dal cielo (terza stagione)
La terza stagione della serie televisiva Ultime dal cielo negli Stati Uniti è stata trasmessa per la prima volta dalla CBS dal 26 settembre 1998 al 15 maggio 1999.
In Italia, è andata in onda su Canale 5.
| nº | Titolo originale         | Titolo italiano             | Prima TV USA      | Prima TV Italia |
| -- | ------------------------ | --------------------------- | ----------------- | --------------- |
| 1  | Blackout                 | Blackout                    | 26 settembre 1998 | 11 agosto 2000  |
| 2  | Collision                | Tamponamento a catena       | 3 ottobre 1998    | 11 agosto 2000  |
| 3  | A Horse Is a Horse       | Lo scommettitore            | 10 ottobre 1998   | 14 agosto 2000  |
| 4  | Lt. Hobson, USN          | Tenente della Marina        | 17 ottobre 1998   | 14 agosto 2000  |
| 5  | Saint Nick               | Mr. Perfezione              | 24 ottobre 1998   | 15 agosto 2000  |
| 6  | Halloween                | La notte di Halloween       | 31 ottobre 1998   | 15 agosto 2000  |
| 7  | Up Chuck                 | Il ritorno di Chuck         | 7 novembre 1998   | 16 agosto 2000  |
| 8  | Deadline                 | All'ultimo minuto           | 14 novembre 1998  | 16 agosto 2000  |
| 9  | In Gary We Trust         | La prima pistola di Chicago | 21 novembre 1998  | 17 agosto 2000  |
| 10 | Nest Egg                 | La grande stangata          | 5 dicembre 1998   | 17 agosto 2000  |
| 11 | Teen Angels              | Lezioni... di vita          | 19 dicembre 1998  | 18 agosto 2000  |
| 12 | Slippity-Doo-Dah         | Reazione a catena           | 9 gennaio 1999    | 18 agosto 2000  |
| 13 | The Last Untouchable     | L'ultimo degli intoccabili  | 16 gennaio 1999   | 21 agosto 2000  |
| 14 | Just one of Those Things | Segreto segretissimo        | 6 febbraio 1999   | 21 agosto 2000  |
| 15 | Funny Valentine          | La partita del cuore        | 13 febbraio 1999  | 22 agosto 2000  |
| 16 | Number One with a Bullet | Un proiettile per una star  | 20 febbraio 1999  | 22 agosto 2000  |
| 17 | Two to Tangle            | La guerra dei reggiseni     | 27 febbraio 1999  | 23 agosto 2000  |
| 18 | Fate                     | Destino                     | 20 marzo 1999     | 23 agosto 2000  |
| 19 | Crumb Again              | Di nuovo Crumb              | 3 aprile 1999     | 24 agosto 2000  |
| 20 | Pinch Hitters            | Quarantena                  | 17 aprile 1999    | 24 agosto 2000  |
| 21 | Home Groan               | Il capo della polizia       | 1º maggio 1999    | 25 agosto 2000  |
| 22 | Play It Again Sammo      | Dall'Oriente con furore     | 8 maggio 1999     | 25 agosto 2000  |
| 23 | Blowing Up is Hard to Do | L'ultimo treno              | 15 maggio 1999    | 26 agosto 2000  |

## Blackout
- Titolo originale: Blackout
- Diretto da: Gary Nelson
- Scritto da: Star Frohman

### Trama
Durante un blackout che colpisce tutta Chicago, Marissa tenta di salvare due adolescenti intrappolati, mentre Patrick, un nuovo barista del McGinty's, aiuta Gary a uscire.

## Tamponamento a catena
- Titolo originale: Collision
- Diretto da: Randall Zisk
- Scritto da: Alex Taub

### Trama
Chuck ha lasciato il McGinty's nel caos finanziario e Marissa fa un annuncio sul giornale per trovare un gestore per il pub, senza dirlo a Gary. Nel frattempo, Gary è in difficoltà perché deve trovare un modo per impedire un tamponamento a catena che ucciderà da 9 a 16 persone, ma non ha ancora scoperto la causa dell'incidente. Deve così decidere se provare o meno a fermare l'incidente o salvare un bambino di 8 anni, Henry Paget.

## Lo scommettitore
- Titolo originale: A Horse Is a Horse
- Diretto da: Lee Bonner
- Scritto da: Carla Kettner

### Trama
Dopo che il piccolo Henry ha visto Gary salvare un clown da un secchio che cade, trova per caso il giornale di Gary e usa impropriamente le informazioni contenute al suo interno per fare amicizia a scuola e per fornire a suo padre i cavalli vincenti in una pista da corsa. Il padre di Henry pensa che suo figlio abbia un "dono" e vuole continuare a usarlo per guadagnare velocemente.

## Tenente della Marina
- Titolo originale: Lt. Hobson, U.S.N.
- Diretto da: Mel Damski
- Scritto da: Sean Clark

### Trama
Per fermare un'esplosione, Gary si traveste da tenente della marina, ma prima di poter scendere dalla nave, attira l'attenzione di un ammiraglio che vuole che Gary porti sua figlia a ballare. Tuttavia, le cose non vanno come previsto e Gary finisce rinchiuso in una prigione navale. Mentre è in prigione, riceve il giornale e scopre che il bar McGinty's sta per esplodere. Nel frattempo, Henry ha la possibilità di avere un impatto sulla politica globale.

## Mr. Perfezione
- Titolo originale: Saint Nick
- Diretto da: Jim Quinn
- Scritto da: Jeff Melvoin

### Trama
Gary diventa geloso quando Erica si rivede con un amico d'infanzia, Nick Sterling, che è un filantropo amato da tutti. Sul giornale legge che Nick si dichiarerà ad Erica e che l'ospedale fatto costruire recentemente da Nick, prenderà fuoco durante l'inaugurazione.

## La notte di Halloween
- Titolo originale: Halloween
- Diretto da: Gary Nelson
- Scritto da: Bob Brush

### Trama
Gary viene rapito da due streghe che ha salvato da un incendio. Credono che Gary sia uno stregone e che lui possa aiutarli a liberare la loro sorella, rinchiusa da quasi 200 anni. Gary ha bisogno di scappare per evitare che vengano distribuite caramelle avvelenate ad alcuni bambini.

## Il ritorno di Chuck
- Titolo originale: Up Chuck
- Diretto da: David Grossman
- Scritto da: Alex Taub

### Trama
Gary è sospettoso quando Chuck fa una visita a sorpresa dalla California con un atteggiamento sorprendentemente nuovo, sostenendo di avere molto successo a Hollywood. Gary scopre presto che Chuck sta pagando qualcuno per seguirlo e filmare i suoi atti eroici nella speranza di ottenere un contratto per un film.

## All'ultimo minuto
- Titolo originale: Deadline
- Diretto da: Scott Paulin
- Scritto da: Sean Clark

### Trama
Il giornale dice a Gary che un uomo di nome Ricky Brown sarà giustiziato il giorno successivo. Gary scopre che il precedente destinatario del giornale, Lucius Snow, ha cercato di aiutare Brown, ma non ci è riuscito. In compenso ha lasciato a Gary alcuni indizi sul caso. Con l'aiuto della giornalista Molly Greene, Gary cerca di dimostrare l'innocenza di Brown e di riabilitare il suo nome poche ore prima della sua esecuzione. Iniziano parlando con la sorella della vittima, che Brown aveva visto.

## La prima pistola di Chicago
- Titolo originale: In Gary We Trust
- Diretto da: Ian Barry
- Scritto da: Carla Kettner

### Trama
Quando Gary fa saltare un'indagine federale, cercando di salvare un ragazzo da una sparatoria in una sauna, viene inserito nel Programma di protezione testimoni. Si scopre che le persone che stavano per uccidere il ragazzo sono mafiosi e che l'impiegato della spa è in realtà un agente dell'FBI che lavora sotto copertura. A Gary viene assegnata un'agente attraente, ma scontrosa di nome Toni Brigatti, a vegliare su di lui 24 ore su 24, il che scoraggia la relazione con Erica, alla quale ha appena avuto il coraggio di chiedere di uscire e rende difficile per Gary adempiere ai suoi doveri con il giornale.

## La grande stangata
- Titolo originale: Nest Egg
- Diretto da: Gary Nelson
- Scritto da: Alex Taub & Sean Clark

### Trama
Con sua grande sorpresa, Gary incontra sua madre nel centro di Chicago, la segue furtivamente e la vede bere champagne con un uomo strano. Gary inizialmente sospetta che lei abbia una relazione, ma presto scopre che lo sconosciuto l'ha indotta a investire i suoi soldi per la pensione in una società fittizia. I due cercano di recuperare non solo i suoi fondi, ma anche quelli delle altre vittime del truffatore.

## Lezioni... di vita
- Titolo originale: Teen Angels
- Diretto da: James Quinn
- Scritto da: Laura Doyle

### Trama
Gary finge di essere un supplente del liceo per evitare una sparatoria a scuola. Tuttavia, quando il suo giornale viene strappato e perso, non è in grado di individuare chi sia il tiratore.

## Reazione a catena
- Titolo originale: Slippity-Doo-Dah
- Diretto da: Fisher Stevens
- Scritto da: Carla Kettner

### Trama
Gary cattura un serpente che stava per mordere una giocatrice al bingo. A causa dello shock, la donna sviene, batte la testa e non può più recarsi da Henry per farle da babysitter. Gary prende così il suo posto, ma Marissa lo avverte che non può gestire sia il giornale che Henry.  Mentre fa da babysitter al bambino, Gary incontra una donna che ha la mania di inseguire le ambulanze.

## L'ultimo degli intoccabili
- Titolo originale: The Last Untouchable
- Diretto da: Randy Roberts
- Scritto da: Sean Clark

### Trama
Gary si trova nel mezzo di una faida tra un ex Intoccabile, l'ultimo membro vivente della gang principale di Capone, che è stato appena rilasciato di prigione, e un T-Man in pensione che ha contribuito ad arrestarlo.

## Segreto segretissimo
- Titolo originale: Just One of Those Things
- Diretto da: Gary Nelson
- Scritto da: Alex Taub

### Trama
Gary inizia ad avere problemi di salute derivanti dalle sue frequenti bugie a Erica riguardo a dove si trova. Decide di fare chiarezza e raccontarle del giornale e dei suoi atti eroici. Tuttavia, la ragazza ha difficoltà a credergli quando Patrick, che sta cercando un appartamento, prende accidentalmente il giornale di Gary invece del suo.

## La partita del cuore
- Titolo originale: Funny Valentine
- Diretto da: Adam Nimoy
- Scritto da: Jeff Melvoin

### Trama
Mentre è in città per discutere di un importante accordo con i Chicago Cubs, il giocatore di baseball Andy Miller sfugge a un grave pericolo quando Gary lo salva dall'essere gravemente ferito in un incidente sospetto. Andy si ferisce la spalla durante l'incidente così Gary lo porta all'ospedale dove Andy finisce per innamorarsi del suo medico, la dottoressa Suzy Pietro. Andy decide di accettare l'offerta redditizia dei Cubs, così da poter restare a Chicago e stare con Suzy. Sfortunatamente, l'agente di Andy non vuole che firmi con la squadra e presto scopre che Suzy sta valutando una proposta di matrimonio da un altro uomo. Nel frattempo, Marissa conosce un uomo di nome Emmett Brown.

## Un proiettile per una star
- Titolo originale: Number One with a Bullet
- Diretto da: David Petrarca
- Scritto da: Attica Locke

### Trama
Il vecchio amico di Marissa, Julius, alias C-Roc, è in città per incidere un CD e Gary deve impedirgli di essere ucciso a un concerto.

## La guerra dei reggiseni
- Titolo originale: Two To Tangle
- Diretto da: Jim Quinn
- Scritto da: Rick Mittleman

### Trama
Una coppia sta litigando tra loro per la loro compagnia di lingerie ed Henry fa amicizia con la loro figlia.

## Destino
- Titolo originale: Fate
- Diretto da: Gary Nelson
- Scritto da: Carla Kettner

### Trama
Un senzatetto va incontro alla morte, nonostante gli sforzi di Gary per salvarlo. Scosso dalla sua incapacità di impedire la tragedia, Gary mette in dubbio il suo coinvolgimento con il giornale. Il giorno dopo, infatti, si rifiuta di impedire le cattive notizie del giornale, finendo per doversi confrontarsi con il proprio destino, quando legge il proprio necrologio sul giornale.

## Di nuovo Crumb
- Titolo originale: Crumb Again
- Diretto da: Mel Damski
- Scritto da: Sean Clark

### Trama
Crumb sta per pubblicare un libro sulla corruzione della polizia a Chicago, quando diventa l'obiettivo di qualcuno che non vuole che il libro venga pubblicato. Gary e Crumb sfuggono quindi per un pelo a una sparatoria. L'agente federale Brigatti, che si è recentemente trasferito alla squadra di detective di Chicago, si occupa del caso e cerca di rintracciare il potenziale assassino di Crumb.

## Quarantena
- Titolo originale: Pinch Hitters
- Diretto da: Todd Pfeiffer
- Scritto da: Dan Freudenberger

### Trama
Gary cerca di prevenire un incidente che coinvolge una scimmia rara, ma viene morso dall'animale ed è costretto in quarantena per stabilire se ha contratto o meno una malattia rara. Nel frattempo, Gary chiede l'aiuto di Marissa per evitare che un uomo anziano venga ferito in una serie di pericolosi incidenti. Con l'aiuto del suo nuovo ragazzo, Emmet, tenta di salvare l'uomo.

## Il capo della polizia
- Titolo originale: Home Groan
- Diretto da: Scott Paulin
- Scritto da: Alex Taub

### Trama
Anche se Gary è in grado di impedire un tentativo di rapina da parte di pericolosi criminali, non è in grado di convincere lo sceriffo locale che i detenuti si nascondano nella sua piccola città. Si scopre che lo sceriffo, Joe, è un compagno di scuola superiore invidioso di Gary che decide di gettarlo in prigione per aver causato un putiferio. Mentre è dietro le sbarre, Gary legge sul giornale che sua madre verrà uccisa dai detenuti. Quando non è in grado di convincere Joe a fermarsi a casa dei suoi genitori per prevenire la tragedia imminente, il padre di Gary, Bernie, viene in suo soccorso ed entrambi si precipitano a salvare la madre di Gary.

## Dall'Oriente con furore
- Titolo originale: Play It Again, Sammo
- Diretto da: Gary Nelson
- Scritto da: Sean Clark

### Trama
Insieme a Sammo Law (che appare in un ruolo incrociato da Più forte ragazzi), Gary lavora per recuperare un inestimabile elmo cinese e per impedire che un ladro e sua nipote vengano assassinati.

## L'ultimo treno
- Titolo originale: Blowing Up Is Hard to Do
- Diretto da: David Grossman
- Scritto da: Jeff Pinkner & Carla Kettner

### Trama
Gary salva la moglie del detective Armstrong dall'annegamento in una piscina. Gli Armstrong invitano Gary ed Erica a cena a casa loro, ma il detective Armstrong sospetta che Gary non voleva salvare sua moglie e lo accusa di aver tentato di ucciderla. Più tardi, Erica decide di porre fine alla sua relazione con Gary, mentre quest'ultimo deve impedire che due edifici vengano fatti saltare in aria.